# Madonna z Dzieciątkiem Joanny d’Évreux
Madonna z Dzieciątkiem Joanny d’Évreux – gotycka figura przedstawiająca Madonnę z Dzieciątkiem. Ufundowana przez Joanny d’Évreux dla benedyktyńskiego opactwa Saint-Denis pod Paryżem. Cenny przykład rzeźby i złotnictwa XIV wieku oraz sztuki dworskiej. Obecnie znajduje się w paryskim Luwrze.
Dzieło to zostało wykonane pomiędzy 1324 i 1339, na zlecenie Joanny d’Évreux, żony Filipa IV Pięknego.
Królowa przekazała także inne dzieła, m.in. jej własną koronę, relikwiarze z relikwiami pochodzącymi z paryskiej Sainte-Chapelle oraz figurę relikwiarzową. O fundatorce dzieła i dacie fundacji informuje inskrypcja na postumencie: „ceste image donna ceans ma dame la Royne Jehanne devreux, Royne de France et de Navarre Compaigne du Roy Challes le XVIIIe jour d'avril l'an MCCC.XXXIX.” Do rewolucji francuskiej dzieło znajdowało się w skarbcu kościoła Saint-Denis. Po rozgrabieniu skarbca przez rewolucjonistów, figura została przekazana w 1793 roku do Luwru.
Figura wraz z czworobocznym postumentem ma wysokość 68 cm. Sam postument ma 29 cm. W całości jest wykonana z pozłacanego srebra, ponadto do wykonania dzieła wykonano elementy ze szkła, kryształu górskiego, pereł i szafirów. Figura przedstawia młodą Maryję, która trzyma w lewej ręce Dzieciątko Jezus; łączy ich silna relacja – Maryja przytula Dzieciątko, zaś ono sięga prawą ręką twarzy Marii. W prawej dłoni Maryja trzyma berło w kształcie stylizowanej lilii, Dzieciątko zaś jabłko. Tym samym Maria ukazana jest tu jako nowa Ewa, Chrystus – nowy Adam. Maryja ubrana jest w suknię i płaszcz, Dzieciątko jest nagie do wysokości bioder, poniżej okrywa go długa płachta. Szaty charakteryzują się dynamicznym, płynnym układem fałd. Berło w typie francuskiego fleur-de-lis zawiera wewnątrz relikwie wiązane z Maryją (strzępy sukni, włos i mleko z piersi). Upozowanie Marii z Dzieciątkiem ma genezę w sztuce bizantyńskiej, jest to odmiana typu Eleusy w którym zasadniczą cechą jest ukazanie czułości pomiędzy Zbawicielem i Matką Boską. Proporcje, układ szat, dynamika ciała bazowana na kontrapoście są charakterystyczne dla paryskiej metaloplastyki.
Kubiczna podstawa figury zawiera bogatą dekorację figuralną składającą się z czternastu emaliowanych plakietek przedstawiający wątki z życia Chrystusa i Marii. Są to kolejno Zwiastowanie, Nawiedzenie, Boże Narodzenie; Pojawienie pasterzy, Pokłon Trzech Króli, Prezentacja Dzieciątka w świątyni, Ucieczka do Egiptu; Rzeź Niewiniątek; Niesienie Krzyża, Ukrzyżowanie, Zstąpienie do otchłani i Zmartwychwstanie. Każda z plakietek jest oddzielona niewielkimi figurkami świętych, w narożach ustawione są grupowo po trzy postaci. Podstawę wspierają cztery figurki siedzących lwów.